# Russes blancs
Ne doit pas être confondu avec Russie blanche ou Russe blanc (boisson).
Le nom de Russes blancs (en russe : белые, ou péjorativement nommés par les bolcheviks беляки, beliaki) ou de Mouvement blanc (Бѣлое движенiе/Белое движение, Beloïe dvijeniïe) désigne la partie de la population russe n'ayant pas accepté la révolution russe, ou plus spécifiquement la prise de pouvoir par les bolcheviks, au début du XXe siècle. L'expression englobe ceux ayant lutté contre le nouveau régime lors de la guerre civile russe au sein des armées blanches mais ne désigne cependant pas de manière exclusive les personnalités militaires ; au-delà du contexte de la guerre civile, elle désigne l'ensemble des personnes ayant quitté la Russie après la révolution d'Octobre, voire après la révolution de Février. Dans la plupart des cas, l'expression Russes blancs se réfère aux opposants monarchistes à la Russie soviétique, partisans du tsar et de la Russie impériale et qu'il convient de distinguer des « réfugiés russes » partisans d'une évolution démocratique non violente. Le terme peut également désigner par extension les descendants des premiers émigrés.

## La guerre civile russe
Fidèles au tsar Nicolas II ou au régime du gouvernement provisoire, les Russes des armées blanches luttent contre l'Armée rouge et contre les « armées vertes ». Ces contre-révolutionnaires sont menés par d'anciens cadres de l'Armée impériale : Koltchak, Denikine et Wrangel. Ils ont notamment reçu l'aide de troupes britanniques, françaises et américaines pour lutter contre le « communisme de guerre ». Si la Russie est à ce moment-là très affaiblie par la Première Guerre mondiale, la guerre civile qui oppose les « Rouges » communistes et les « Blancs » tsaristes (entre autres conflits internes : révolte des paysans, lutte des nationalités périphériques, guerre contre les autres formations socialistes) a généré huit à dix millions de morts.
La coalition des armées blanches étant mal coordonnée et peu soutenue par la population, la guerre civile est perdue et la majorité des Russes blancs s'exile dans le reste de l'Europe et du monde.

## Après la guerre civile: l'émigration blanche

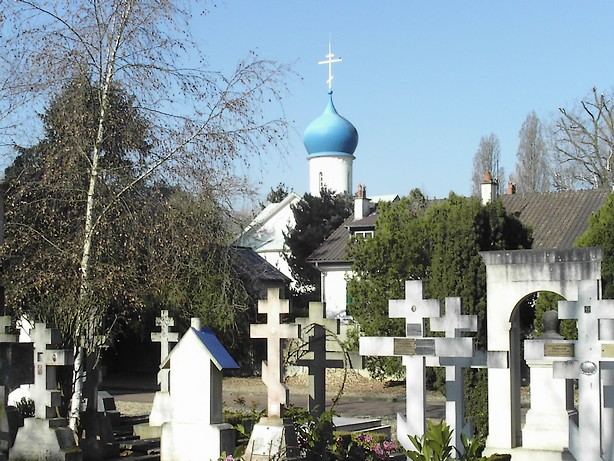
Le cimetière russe de Sainte-Geneviève-des-Bois, nécropole traditionnelle des Russes blancs, devant l'église Notre-Dame-de-la-Dormition en Essonne.

Le nom de Russes blancs est par la suite donné, de manière générique, à l'ensemble de l'« émigration blanche », soit la population des russes monarchistes exilés à la suite de la révolution, indépendamment du fait qu'ils aient ou non participé activement aux armées blanches ou à la guerre civile russe. Des intellectuels comme Ivan Iline, des membres de la famille impériale comme le grand-duc Nicolas ou de la noblesse comme le prince Ioussoupov étaient des figures des milieux émigrés russes « blancs ». La communauté « russe blanche » peut englober, par abus de langage, l'ensemble des exilés russes, des réfugiés et de leurs descendants, y compris quand ceux-ci sont nés après la révolution, même ceux qui étaient notoirement antimonarchistes.
Le nombre exact de Russes blancs émigrés n'est pas connu avec précision. En 1925, le Bureau international du travail (BIT) parle d'environ 1 100 000 personnes, mais d'autres sources ont avancé des chiffres sensiblement supérieurs. Sur un chiffre approximatif de 1 500 000 exilés, environ 400 000 auraient élu domicile en France. Réfugiés politiques, les Russes blancs se retrouvent autour d'institutions caritatives comme le Comité Zemgor et la société de la Croix-Rouge russe (dont la direction siège à Paris), ainsi que l'Institut Saint-Serge (fondé en 1924) et l'Action chrétienne des étudiants russes (A.C.E.R.) (1926), qui assurent à leur communauté un lien associatif, politique et religieux, ainsi qu'une aide matérielle. Les Russes blancs émigrent aux quatre coins du monde, en Europe, aux États-Unis, certains exilés formant en Chine la communauté dite des Russes de Shanghai. En France, une légende veut que les grands-ducs soient devenus chauffeurs de taxis alors que la majorité des émigrés ont travaillé comme ouvriers dans les usines Renault, Citroën ou dans des usines métallurgiques du Nord et l'Est de la France.
Une partie des Russes blancs prône le retour en Union soviétique. Le mouvement rassemblé autour de D. S. Mirsky, fils d'un ancien ministre de l'Intérieur du tsar, réussit ainsi à faire revenir environ 10 000 exilés entre 1921 et 1924.
D'autres n'abandonnent pas l'activisme politique et militaire, dans l'espoir de renverser un jour le régime communiste de Russie. Le général Piotr Nikolaïevitch Wrangel, exilé, fonde en 1924 l'Union générale des combattants russes (ROVS). Wrangel lui-même meurt en 1928, peut-être empoisonné par la Guépéou. Le chef suivant de la ROVS, Alexandre Koutepov, est lui-même enlevé à Paris par des agents soviétiques. Ievgueni Miller, successeur de Koutiepov, est lui aussi enlevé par le NKVD en 1938, et exécuté en URSS l'année suivante.
La femme politique Sophie Panine passa le reste de sa vie en exil, d'abord à Genève, où elle a vécu avec le cadet Nikolaï Ivanovitch Astrov de 1921 à 1924. Ils y étaient représentants de l'une des principales associations d'émigrés russes, Zemgor. En 1924, elle est invitée à Prague, en Tchécoslovaquie, par le gouvernement tchécoslovaque pour devenir directrice d'un centre communautaire pour les émigrés russes.
Durant la Seconde Guerre mondiale, la ROVS connaît un destin contrasté, certains de ses membres s'engageant aux côtés des Alliés, d'autres, en particulier au sein de l'armée Vlassov, au contraire soutenant l'Allemagne nazie dans l'espoir d'une revanche contre les communistes. L'organisation, revenue en Russie après la dislocation de l'URSS, cesse de facto d'exister en 2000.
Un autre mouvement, l'Union des solidaristes russes (NTS), a été fondé en 1930 à Belgrade : il a cessé d'exister après la fin de l'URSS en 1991.
L'écrivain Vladimir Nabokov, exilé de Russie avec sa famille après la révolution d'Octobre, est issu du milieu russe blanc, de même que l'écrivaine Nina Berberova, l'astronome Otto Struve ou Constantin Melnik, haut fonctionnaire français. Parmi les personnalités françaises issues de l'émigration blanche, on peut citer les historiennes Marina Grey ou Hélène Carrère d'Encausse (née Zourabichvili) et son fils Emmanuel Carrère, les écrivains Vladimir Volkoff, Ann Scott et Gabriel Matzneff, l'homme politique Pierre Bérégovoy, le journaliste Yves Mourousi, les animateurs et télévision Igor et Grichka Bogdanoff, ainsi que l'acteur Guillaume Gallienne et les actrices Mylène Demongeot, Macha Méril et Marina Vlady (née Poliakoff).

## Divers
- Le russe blanc (White Russian) est un cocktail à base de vodka, agrémenté de kahlúa (liqueur de café) et de lait ou de crème. Il fut mis à l'honneur dans le film The Big Lebowski des frères Coen sortie en 1998.
- Le terme Russe blanc ne doit pas être confondu avec Biélorusse qui désigne le peuple biélorusse de Biélorussie, dont la racine biélo- signifie « blanc » en biélorusse, ce qui fit appeler ce peuple « Russes blancs ».
- La chanson Les Partisans blancs, adaptation française de l'hymne des partisans russes par Bernard Lugan et Alain Sanders, a rendu hommage aux combattants des armées blanches.
- Boby Lapointe, dans sa chanson Ta Katie t'a quitté, conte les mésaventures d'Igor, « Ce grand duc avec ses trucs / Ses astuces ses ruses de Russe blanc / Un Russe blanc qui est noir / Quel bizarre hasard se marrent / Les fêtards paillards du bar… »

### Filmographie

#### Documentaire
- 2017 : Albatros, les Russes blancs à Paris (52 min) d'Alexandre Moix (avec Lenny Borger, Patrick Kamenka, Françoise Navailh, Andrei Korliakov, Alexandre Jevakhoff et la voix de Macha Meril) – diffusion Histoire TV.

#### Fiction
- 1956 : Anastasia d'Anatole Litvak.
- 1997 : Anastasia de Don Bluth et Gary Goldman.